# Pristaulacus
Pristaulacus är ett släkte av steklar som beskrevs av Jean-Jacques Kieffer 1900. Pristaulacus ingår i familjen vedlarvsteklar.

## Dottertaxa tillPristaulacus, i alfabetisk ordning[1][2]
- Pristaulacus absens
- Pristaulacus acutipennis
- Pristaulacus africanus
- Pristaulacus albosignatus
- Pristaulacus ambiguus
- Pristaulacus angularis
- Pristaulacus annulatus
- Pristaulacus arcuatus
- Pristaulacus arizonicus
- Pristaulacus arozarenae
- Pristaulacus barbeyi
- Pristaulacus bicornutus
- Pristaulacus bilobatus
- Pristaulacus boninensis
- Pristaulacus bradleyi
- Pristaulacus brasiliensis
- Pristaulacus californicus
- Pristaulacus canadensis
- Pristaulacus capitalis
- Pristaulacus caudatus
- Pristaulacus chlapowskii
- Pristaulacus cingulatus
- Pristaulacus colombianus
- Pristaulacus compressus
- Pristaulacus comptipennis
- Pristaulacus concolor
- Pristaulacus cordatus
- Pristaulacus cordiformis
- Pristaulacus curryi
- Pristaulacus davisi
- Pristaulacus decemdentatus
- Pristaulacus disjunctus
- Pristaulacus duporti
- Pristaulacus editus
- Pristaulacus emarginaticeps
- Pristaulacus erythrocephalus
- Pristaulacus excisus
- Pristaulacus fasciatipennis
- Pristaulacus fasciatus
- Pristaulacus femurrubrum
- Pristaulacus fiebrigi
- Pristaulacus flavicrurus
- Pristaulacus flavipennis
- Pristaulacus flavoguttatus
- Pristaulacus formosus
- Pristaulacus foxleei
- Pristaulacus fulvus
- Pristaulacus fuscocostalis
- Pristaulacus galitae
- Pristaulacus gibbator
- Pristaulacus gloriator
- Pristaulacus guérini
- Pristaulacus haemorrhoidalis
- Pristaulacus haemorrhoidellus
- Pristaulacus holtzi
- Pristaulacus holzschuhi
- Pristaulacus immaculatus
- Pristaulacus insularis
- Pristaulacus intermedius
- Pristaulacus iridipennis
- Pristaulacus karinulus
- Pristaulacus kostylevi
- Pristaulacus krombeini
- Pristaulacus lateritius
- Pristaulacus leviceps
- Pristaulacus lindae
- Pristaulacus longicornis
- Pristaulacus maculatus
- Pristaulacus major
- Pristaulacus mandibularis
- Pristaulacus melleus
- Pristaulacus minor
- Pristaulacus montanus
- Pristaulacus morawitzi
- Pristaulacus mouldsi
- Pristaulacus mourguesi
- Pristaulacus muticus
- Pristaulacus niger
- Pristaulacus nigripes
- Pristaulacus nobilis
- Pristaulacus occidentalis
- Pristaulacus oregonus
- Pristaulacus ornatus
- Pristaulacus pacificus
- Pristaulacus patrati
- Pristaulacus pieli
- Pristaulacus polychromus
- Pristaulacus praevolans
- Pristaulacus proximus
- Pristaulacus punctatus
- Pristaulacus resutorivorus
- Pristaulacus rohweri
- Pristaulacus rubidus
- Pristaulacus rubriventer
- Pristaulacus ruficeps
- Pristaulacus ruficollis
- Pristaulacus rufipes
- Pristaulacus rufipilosus
- Pristaulacus rufitarsis
- Pristaulacus rufobalteatus
- Pristaulacus rufus
- Pristaulacus ryukyuiensis
- Pristaulacus secundus
- Pristaulacus sexdentatus
- Pristaulacus sibiricola
- Pristaulacus signatus
- Pristaulacus spinifer
- Pristaulacus stephanoides
- Pristaulacus stigmaterus
- Pristaulacus stigmaticus
- Pristaulacus strangaliae
- Pristaulacus tonkinensis
- Pristaulacus torridus
- Pristaulacus tricolor
- Pristaulacus tridentatus
- Pristaulacus tuberculiceps
- Pristaulacus variegatus
- Pristaulacus violaceus
- Pristaulacus zhejiangensis
- Pristaulacus zonatipennis